# Damoh
Damoh é uma cidade e um município no distrito de Damoh, no estado indiano de Madhya Pradesh.

## Geografia
Damoh está localizada a 21° 53′ N, 80° 47′ L. Tem uma altitude média de 595 metros (1952 pés).

## Demografia
Segundo o censo de 2001, Damoh tinha uma população de 112 160 habitantes. Os indivíduos do sexo masculino constituem 53% da população e os do sexo feminino 47%. Damoh tem uma taxa de literacia de 73%, superior à média nacional de 59,5%: a literacia no sexo masculino é de 79% e a literacia feminina é de 66%. Em Damoh, 14% da população está abaixo dos 6 anos de idade.